# جی روچ

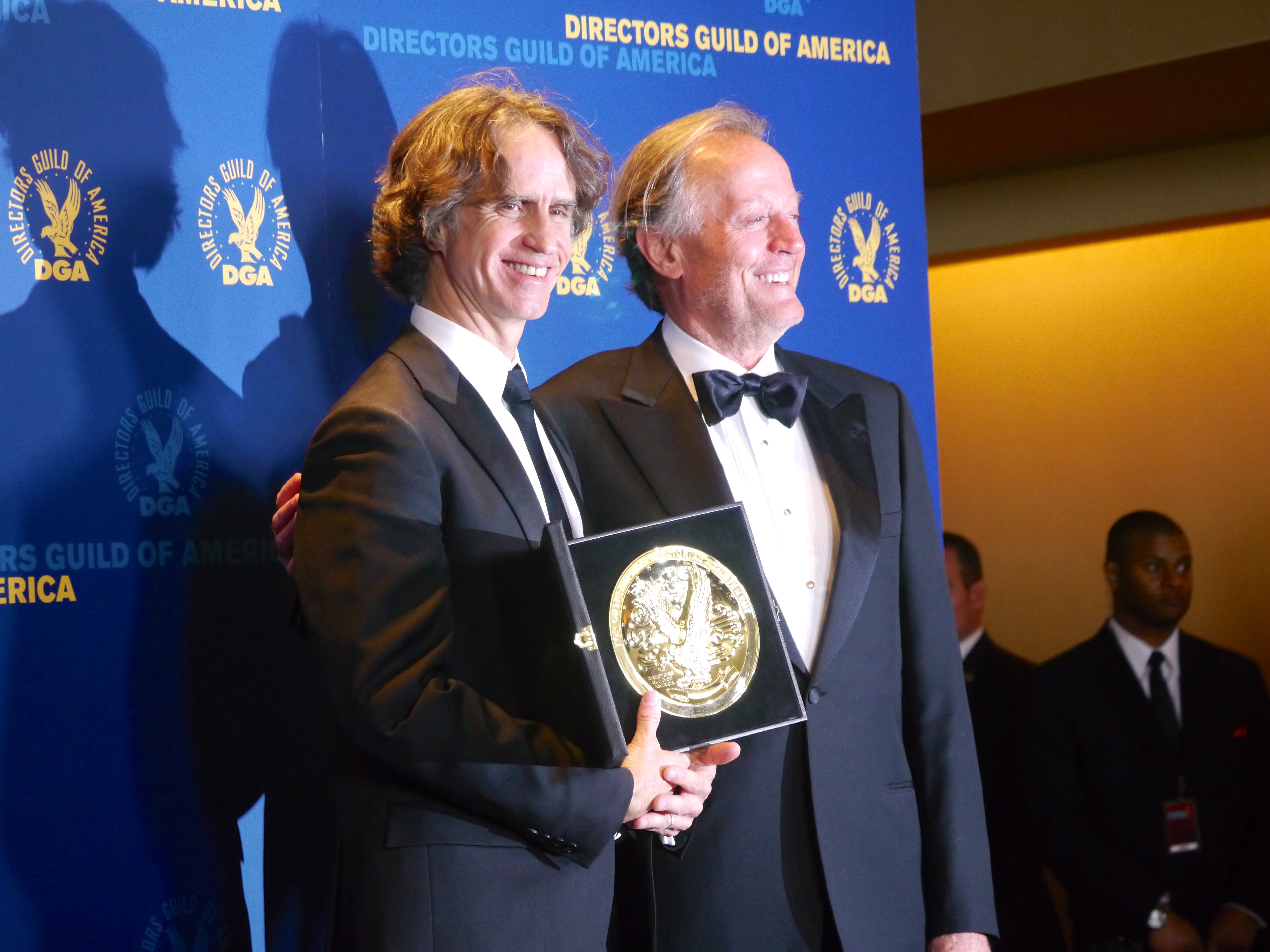

متیو جی روچ (انگلیسی: Jay Roach؛ زادهٔ ۱۴ ژوئن ۱۹۵۷) یک تهیه‌کننده، کارگردان فیلم و فیلم‌نامه‌نویس اهل ایالات متحده آمریکا است. وی از سال ۱۹۸۶ میلادی تاکنون مشغول فعالیت بوده‌است.

## فیلم‌شناسی
| سال  | فیلم                                                                 | کارگردان | (اجرایی) تهیه‌کننده | یادداشت                   |
| ---- | -------------------------------------------------------------------- | -------- | ------------------ | ------------------------- |
| ۱۹۹۳ | Zoo Radio                                                            | N        |                    |                           |
| ۱۹۹۷ | آستین پاورز: مرد بین‌المللی رمز و راز                                 | N        |                    |                           |
| ۱۹۹۹ | آستین پاورز: جاسوسی که مرا تکان داد                                  | N        |                    |                           |
| ۱۹۹۹ | Mystery, Alaska                                                      | N        |                    |                           |
| ۲۰۰۰ | ملاقات با والدین                                                     | N        | N                  |                           |
| ۲۰۰۲ | آستین پاورز: در عضو طلایی                                            | N        |                    |                           |
| ۲۰۰۴ | ملاقات با فاکرها                                                     | N        | N                  |                           |
| ۲۰۰۴ | ۵۰ قرار اول                                                          |          | N                  |                           |
| ۲۰۰۵ | The Hitchhiker's Guide to the Galaxy                                 |          | N                  |                           |
| ۲۰۰۶ | بورات: یادگیری‌های فرهنگی آمریکا برای انجام منفعت ملت پرشکوه قزاقستان |          | N                  |                           |
| ۲۰۰۷ | چارلی بارتلت                                                         |          | N                  |                           |
| ۲۰۰۸ | Recount                                                              | N        | N                  |                           |
| ۲۰۰۹ | برونو                                                                |          | N                  |                           |
| ۲۰۱۰ | شام برای احمق‌ها                                                      | N        | N                  |                           |
| ۲۰۱۰ | فاکرهای کوچک                                                         |          | N                  |                           |
| ۲۰۱۲ | تغییر بازی                                                           | N        | N                  |                           |
| ۲۰۱۲ | کمپین                                                                | N        | N                  |                           |
| ۲۰۱۵ | The Brink                                                            | N        | N                  | کارگردان، اپیزود: "Pilot" |
| ۲۰۱۵ | ترومبو                                                               | N        | N                  |                           |
| ۲۰۱۵ | خواهران                                                              |          | N                  |                           |
| ۲۰۱۶ | All the Way                                                          | N        |                    |                           |
| ۲۰۱۶ | بامب شل                                                              | Χ        |                    |                           |